# Lacmellea edulis
Lacmellea edulis är en oleanderväxtart som beskrevs av Gustav Karl Wilhelm Hermann Karsten. Lacmellea edulis ingår i släktet Lacmellea och familjen oleanderväxter. Inga underarter finns listade i Catalogue of Life.